# 湯仙虎
湯仙虎（1942年3月13日—），籍貫广东花都，出生於印尼楠榜省科塔布米，中国男子羽毛球运动员、教練，歸國華僑。1960年加入福建省羽毛球隊，生涯早期因政治因素無法參加重要國際賽事，但多次於出國參訪交流時戰勝當時世界頂尖選手，而有羽壇「無冕之王」之稱，後曾奪得1974年亞運會男團金牌、1978年亞運會混雙金牌。退役後於中國、印尼兩地任教，其曾指導過的選手有多位於他任教期間或之後奪得世錦賽冠軍及奧運金牌。2002年入選羽毛球世界聯會名人堂。

## 生平

### 早年生活
湯仙虎出生於印尼楠榜省的科塔布米，在家中四個孩子中排行老三:38，由於出生時正值日軍佔領印尼，他的父母為他取名“现虎”，意指“现在的老虎”，寄予无所畏惧的期许；前往中國發展後改名「仙虎」，是希望能沾點仙氣。
因為羽毛球在印尼是非常普及的運動，湯仙虎從八歲開始隨著家人到球館打球，之後由於父親工作的關係，他曾先後搬至班達楠榜和雅加達居住，而父親和哥哥卻沒有繼續打球，湯仙虎只能自己到處找場地打球，場地大多是露天的。後來湯仙虎結識王文教的侄子而一同到「大埔同鄉會」俱樂部打球，在同鄉會的老闆出資下參加各種比賽，且曾在印尼羽協主辦的全國比賽中進入八強，因為出色地表現而被推薦給當時正在中國招募福建羽毛球代表隊成員的王文教。由於適逢印尼爆發排華事件，湯仙虎因而在父親支持下前往中國:38-40。

### 選手生涯
湯仙虎於1960年來到中國福建，並在福建羽毛球隊接受系統性訓練後進步迅速，與當時在廣東隊的印尼華僑侯加昌、方凯祥名聲漸顯，然而中華人民共和國在1960年代尚未加入聯合國，當時的国际羽毛球联合会亦只承認中華羽協的會籍，湯仙虎等人因而無法代表中國參加國際賽事。
1963年，中國與印尼聯合部分國家在雅加達舉辦新興力量運動會，湯仙虎得以首次參加國際比賽，最終奪得男子單打金牌及男子團體銀牌。1965年，湯仙虎代表福建在二運會獲得羽毛球男单、男团冠军。同年，湯仙虎隨中國羽球代表團訪問北歐，在與丹麥隊進行交流時，以15-5、15-0戰勝了當時的六次全英羽毛球公開賽男單冠軍厄蘭·科普斯，令丹麥媒體以「我們的冠軍拿了大鴨蛋」為題報導。因為幾度戰勝當時世界羽壇最強盛的幾個國家，卻因無法正式出戰國際賽事，球迷遂稱當時的中國代表們為羽壇的「無冕之王」:44-45。
1966年，湯仙虎在亞洲新興力量運動會奪得男子团体、男双和男单三項冠軍。然而在此之後，中國的各項體育活動受文化大革命影響而停擺，湯仙虎也被分配到菜田勞動，只能在一邊種菜的情況下一邊訓練:47。由於勞動地點位於治療傳染性肝炎的醫院旁，湯仙虎在挑糞時遭帶有病原體的排泄物傳染肝炎，且因為沒有及時治療使心臟亦受病情影響，以致1971年正式成立國家羽毛球隊後，湯仙虎曾幾次在比賽時心臟驟停而令成績不如從前，因而開始轉往雙打發展:48。
1974年，中國羽毛球協會正式成為亞洲羽聯的會員，湯仙虎代表中國在同年舉辦的第七屆亞運會羽毛球比賽上奪得男子團體金牌及男雙、混雙銅牌。1975年，曾經中斷十年未舉辦的中华人民共和国全国运动会在北京舉行，湯仙虎再次代表福建隊衛冕男子團體及男子單打冠軍:46。1978年，湯仙虎除了在第八屆亞運會獲得男團及男雙銀牌，還與張愛玲搭檔奪得混合雙打金牌。亞運會結束後，湯仙虎因自覺年紀大、體力不足及後繼有人，在隔年以37歲之齡退役:51。

### 教練生涯
1981年，湯仙虎受国家体育总局之邀回到國家隊擔任女子組教練，於執教期間培養出曾在世界羽毛球錦標賽和羽毛球世界盃數次奪得女雙冠軍的林瑛和吴迪西，亦帶領女隊在1984年優霸盃、1986年優霸盃及1986年亞運會女子團體項目奪冠:52。

#### 印尼執教
由於年事已高的父母希望湯仙虎能回老家照顧他們，湯因而於1986年前往印尼國家羽毛球隊擔任男單教練，並培養出多位單打好手。在1992年巴塞隆納奧運羽球男子單打比賽，印尼選手魏仁芳、阿迪、蔡祥林分別奪得金、銀、銅牌；1990年代移籍中華民國後奪得1999年世界羽毛球錦標賽男單亞軍的陳鋒亦曾受訓於湯仙虎:53。

#### 返回中國
1997年，湯仙虎向印尼羽協申請回到中國，先是回到福建擔任福建省隊總教練。1998年底，國家隊總教練李永波致電湯仙虎，邀請他返回國家隊執教男單以備戰2000年雪梨奧運會，培養出董炯、孙俊、吉新鹏、夏煊泽、陳宏等選手。由於此前湯仙虎在印尼執教長達11年，中國隊在印尼的主要對手多曾由湯指導，因而能夠針對對手優缺點設定戰術與打法。2000年，除了夏煊澤奪得奧運會男單銅牌，賽前不被看好的吉新鵬一路擊敗印尼的陶菲克、丹麥的彼得·蓋德及另一位印尼選手葉誠萬，為中國奪下隊史第一面羽球奧運男子單打金牌:56。
2002年，中國在主場舉辦的湯姆斯盃準決賽遭遇馬來西亞時，由於男雙全敗導致中國最後落敗，中國國家隊因而決定由湯仙虎從該年7月開始接手男雙進行改革。湯仙虎將張尉、張軍、劉永、陳其遒等老隊員進行調整，另從二隊選擇雙打素質較佳的青少年，及男單組四位選手改練雙打一起進行訓練，後來培養出蔡贇、傅海峰、鄭波、桑洋等雙打後起之秀。2004年湯姆斯盃決賽，鄭波/桑洋於第四點雙打取勝，幫助中國以3比1戰勝丹麥，奪下睽違12年的湯姆斯盃，而蔡贇/傅海峰亦在日後奪得2006年、2009年、2010年及2011年世錦賽男雙冠軍，又在2012年倫敦奧運會奪得男雙金牌。然而湯仙虎因身體狀況不佳，以及從印尼回到福建後疏於照料家人，加上認為鄭/桑、蔡/傅兩組雙打在2004年雅典奧運會時皆止步八強是自己的責任，決定退休回到福建休養、陪伴家人，總教練李永波也代表全隊決定聘請他為球隊終身顧問。
2006年8月，湯仙虎以顧問身分指導國家隊女單在世錦賽前的集訓。2007年，以桀敖不馴出名的林丹因為近況不佳提出更換教練的請求，國家隊遂請正在指導女單的湯仙虎協助林丹備戰將至的2008年北京奥运:91-92，並帮助他一路连奪北京奥运会、广州亚运会和三届世界羽毛球锦標赛的冠軍，2010年再度因为身体欠佳回家休养。至2012年，70岁的汤仙虎重新回归，協助中國隊备战伦敦奥运会。

## 評價
- 第一位集奧運會、世錦賽、亞運會男單冠軍於一身的印尼名將陶菲克曾說過：「很遺憾沒有接受過湯仙虎的指導，讓他離開印尼是印尼羽協最錯誤的決定。」林丹亦曾說過：「沒有湯仙虎，就沒有今天的我。」[23]前國家隊總教練李永波曾說湯仙虎是其一生唯一尊敬的教練[24]。
- 由於湯仙虎多次在危急時刻拯救中國國家隊，因此在中國有著「救火隊員」的稱號[18]。
- 2002年入選世界羽毛球名人堂[25]。因為其为中国羽毛球做出了卓越贡献，而獲2010CCTV體壇風雲人物評選提名[26]。
- 他所發展的「快速拉开从中突击进攻、控制网前」的进攻打法和「出色的头顶扣杀动作和快速灵活的步法」是当时的典范[19]。《中国羽毛球运动史》一书在介绍汤仙虎的简历中時说他是“进攻打法的新创造者”[27]。

## 家庭
湯仙虎在前往印尼執教前曾有一段婚姻。第二任妻子盧青大約16、17歲時加入中國國家隊，由當時還在中國執教的湯所指導。湯仙虎前往印尼後，盧青先是到澳洲留學，後來前往印尼與湯結婚:160-162。兩人育有一子汤松桦、一女汤昀桦，其中汤松桦曾參加過國內的羽球賽事。
湯仙虎的父親於1996年逝世，隔年帶著母親和妻小回到福州，而他的哥哥和妹妹則和舅舅一家留在印尼。

## 軼聞
據傳在1963年的新興力量運動會羽毛球比賽，印尼人民對印尼隊在男子團體決賽擊敗中國隊寄予厚望，當時兩國關係亦為友好，時任中央人民政府體育運動委員會主任賀龍要求不可取勝，使中國隊最終以2比3敗於印尼隊，其中湯仙虎一個人在男子單打及男子雙打貢獻兩場敗績。為了彌補湯仙虎前面的犧牲，賀龍便同意湯仙虎可以在男子單打真打，湯仙虎最終奪得男子單打金牌。

## 著作
- 湯仙虎. . 北京: 人民体育出版社. 1988. ISBN 9787500901822.

## 註解
1. ↑  在1977年國際羽總舉辦第一屆世界羽毛球錦標賽前，全英公開賽冠軍被羽球界視為世界冠軍。
2. ↑  與丹麥選手托馬斯·施蒂爾-勞里森並列銅牌。